# Медаль Национальной обороны (Франция)
Медаль Национальной обороны (фр. Médaille de la Défense nationale) — военная награда Франции. Учреждена 21 апреля 1982 года министром обороны Франции Шарлем Эрню. Награждаются французские военнослужащие за участие в оперативной работе, связанной с безопасностью в области обороны страны (в виде исключений награду могут получить и иностранные военнослужащие). Медаль присуждается в трех классах: «В золоте», «серебре» и «бронзе».

## Описание медали
Медаль круглой формы, в диаметре 36 мм, материал изготовления «в бронзе» — бронза или позолоченная бронза, «в серебре» — посеребренная бронза, «в золоте» — позолоченная бронза (разница между медалью «в бронзе» и «в золоте» цветовая гамма ленты). Аверс: погрудное изображение богини победы, зовущей в бой — фрагмент скульптурной группы «Выступление волонтёров» на Триумфальной арке в Париже (скульптор Франсуа Рюд), сверху надпись — «RÉPUBLIQUE FRANÇAISE» («Французская Республика»). Реверс: изображение фригийского колпака на фоне лавровой ветви, сверху надписи «ARMÉE» и «NATION» («Армия, Нация»), снизу — «DÉFENSE NATIONALE» («Национальная оборона»). 
Лента: шёлковая муаровая, шириной 36 мм. Для бронзовой медали лента из трёх равновеликих полос: бордовая — синяя (ультрамарин) — бордовая. Для серебряной медали — такая же, но по краям добавлены белые полоски по 3 мм каждая. Для золотой медали — такая же, как для серебряной, но полоски по краям жёлтые.
| «В золоте»                                   | «В серебре»                              | «В бронзе»                     | Реверс              |
| -------------------------------------------- | ---------------------------------------- | ------------------------------ | ------------------- |
|                                              |                                          |                                |                     |
|                                              |                                          |                                |                     |
| С планками: ARMÉE DE L'AIR POSTE INTERARMÉES | С планками: MARINE NATIONALE SOUS-MARINS | С планкой: TROUPES AEROPORTEES | Одинаковый для всех |

## Условия получения
Для получения награды необходимо выполнить определенные требования по временной и бальной шкале:
- «В бронзе» — 1 год оперативной службы и 90 баллов
- «В серебре — 5 лет оперативной службы (не менее двух лет оперативной работы при наличии бронзового класса) и 600 баллов.
- «В золоте» — 10 лет оперативной работы (не менее двух лет оперативной работы при наличии серебряного класса) и 800 баллов.

Квота для получения медалей «в серебре» и «в золоте» устанавливается ежегодно министром обороны Франции. Исключительные обстоятельства для получения награды
- ранение или смерть во время оперативной работы.
- за высокую награду во время оперативной работы.
- за оказание неоценимых услуг, связанных с безопасностью обороны страны.

## Пристежки
К награде могли прилагаться пристежки (планки) от одной до трех, идентифицирующие род войск или специализацию военнослужащего, а также его географический ареал пребывания в местности.
Географические пристежки:
- Corps europеen (Европейский корпус)
- Force ocеanique stratеgique (стратегические океанические силы)
- Missions d’opеrations extérieures (миссии внешних операций)
- Missions d’oprations intérieures (миссии внутренних операций)
- Mururoa-Hao (атолл Муруроа)
- Terres australes et antarctiques (Южные и Антарктические земли)
- Forces françaises stationnеes en Allemagne (Французские вооруженные силы, расквартированные в Германии)
- Missions d’assistance extеrieure (миссии внешней помощи)
- Postes Interarmées (международный пост)

Пристежки, идентифицирующие род войск или специализацию военнослужащего:
- Infanterie (Пехота)
- Troupes de marine (морские войска)
- Arme blindеe et cavalerie (бронетанковые войска и кавалерия)
- Artillerie (артиллерия)
- Train (логистика)
- Gеnie (инженерное дело)
- Transmissions (коммуникации)
- Matеrial (материальное обеспечение)
- Commissariat de l’armеe de terre (комиссариат сухопутных сил)
- Troupes de montagne (Горные войска)
- Troupes aеroportеes (Воздушно-десантные войска)
- Aviation lеgеre (легкая авиация)
- Sapeurs-pompiers (пожарные)
- Sеcuritе civile (Гражданская оборона)
- Lеgion еtrangеre (Иностранный легион)
- Bаtiments de combat (боевые корабли)
- Sous-marins (субмарины)
- Aеronautique navale (Морская авиация)
- Fusiliers marins (морские пехотинцы)
- Nageurs de combat (боевые пловцы)
- Plongeurs dеmineurs (подводные саперы)
- Marins pompiers (морские пожарные)
- Force aеrienne de combat (боевые Военно-воздушные силы)
- Force aеrienne stratеgique (стратегические Военно-воздушные силы)
- Force aеrienne de projection (проекционные Военно-воздушные силы)
- Commandement air des systеmes de surveillance, d’information et de communication (Военно-воздушные силы наблюдения, информационные и коммуникационные командные системы)
- Dеfense aеrienne (Противовоздушная оборона)
- Fusiliers commandos de l’air (Военно-воздушные силы коммандос)
- Gеnie de l’air (Авиационно-космическая техника)
- Commandement des écoles de l’armée de l’air (авиационная учебная школа)
- Armement (поставки вооружения)
- Service de santе (медицинское обслуживание)
- Services des essences (служба топлива)
- Gendarmerie nationale (федеральная полиция)
- Armеe de terre (Сухопутные силы)
- Marine nationale (Военно-морской флот)
- Armеe de l’air (Военно-воздушные силы)
- Justice militaire (военная юстиция)
- Troupes alpines (Альпийские войска)